# Felicia mossamedensis
Felicia mossamedensis là một loài thực vật có hoa trong họ Cúc. Loài này được (Hiern) Mendonça mô tả khoa học đầu tiên năm 1943.